# فهرست فرودگاه‌ها بر پایه کد ایکائو: A
فهرست فرودگاه‌ها بر پایه کد فرودگاهی ایکائو: A - B - C - D - E - F - G - H - I - J - K - L - M - N - O - P - Q - R - S - T - U - V - W - X - Y - Z
ببینید: فهرست فرودگاه‌ها بر پایه کد یاتا
نحوهٔ چینش اطلاعات:
- ایکائو؛ (یاتا)؛ نام فرودگاه؛ مکان فرودگاه

## AG -جزایر سلیمان
همچنین رده و فهرست را ببینید.
- AGAF (AFT) فرودگاه افوتارا Afutara
- AGAR (RNA) فرودگاه اولاوا Arona، Ulawa Island
- AGAT (ATD) Uru Harbour Airport Atoifi، مالائیتا
- AGBA Barakoma Airport Barakoma
- AGBT (BPF) Batuna Airport Batuna
- AGEV Geva Airport Geva
- AGGA (AKS) فرودگاه اوکی آوکی
- AGGB (BNY) فرودگاه بلونا/انوا Bellona/Anua
- AGGC (CHY) فرودگاه چویسول بی Choiseul Bay، جزیره تارو
- AGGD (MBU) فرودگاه بامباناکیرا Mbambanakira
- AGGE (BAS) فرودگاه بالالا Shortland Island
- AGGF (FRE) فرودگاه فرا Fera Island، جزیره سانتا ایزابل
- AGGG Honiara FIR هونیارا، گوادال‌کانال
- AGGH (HIR) فرودگاه بین‌المللی هونیارا (formerly Henderson Field) هونیارا، گوادال‌کانال
- AGGI Babanakira Airport Babanakira
- AGGJ (AVU) Avu Avu Airport Avu Avu
- AGGK (IRA) فرودگاه کیراکیرا کیراکیرا
- AGGL (SCZ) فرودگاه سانتا کروس د لا سیرا Santa Cruz/Graciosa Bay/Luova، جزیره سانتا کروز
- AGGM (MUA) فرودگاه موندا Munda، New Georgia Island
- AGGN (GZO) فرودگاه نوساتوپ Gizo Island
- AGGO (MNY) فرودگاه مونو Mono Island
- AGGP (PRS) Marau Sound Airport Marau Sound
- AGGQ Ontong Java Airport Ontong Java
- AGGR (RNL) فرودگاه رنل-تینگوا Rennell/Tingoa، جزیره رنل
- AGGS (EGM) فرودگاه سق Seghe
- AGGT (NNB) فرودگاه سانتا آنا (جزایر سلیمان)  Santa Ana
- AGGU (RUS) فرودگاه ماراو Marau
- AGGV (VAO) فرودگاه سواناو Suavanao
- AGGY (XYA) فرودگاه یاندیانا Yandina
- AGIN Isuna Heliport Isuna
- AGKG (KGE) فرودگاه کاگاو Kaghau
- AGKU (KUE) Kukudu Airport Kukudu
- AGOK (GTA) فرودگاه گاتکا Gatokae
- AGRC (RIN) Ringi Cove Airport Ringi Cove
- AGRM (RBV) فرودگاه راماتا Ramata Island

## AN -نائورو
همچنین رده و فهرست را ببینید.
- ANYN (INU) فرودگاه بین‌المللی نائورو یارن (ICAO code formerly ANAU)

## AY -پاپوآ گینه نو
همچنین رده و فهرست را ببینید.
- AYBK (BUA) Buka Airport بوکا
- AYCH (CMU) فرودگاه چیمبو کوندیاوا
- AYDU (DAU) فرودگاه دارو دارو
- AYGA (GKA) فرودگاه گرکا گوروکا
- AYGN (GUR) فرودگاه گورنی آلوتائو
- AYGR (PNP) فرودگاه گیروا پوپوندتا
- AYHK (HKN) فرودگاه هسکینس Hoskins
- AYKA Kiriwini Airport Kiriwini
- AYKI (UNG) Kiunga Airport کیونگا
- AYKK (KRI) فرودگاه کیکوری کیکوری
- AYKM (KMA) فرودگاه کرما کرما
- AYKT (KIE) Kieta Aropa Airport کئیتا
- AYKV (KVG) فرودگاه کاوینگ کاوینگ
- AYKY فرودگاه جزیره لیهیر Kunaye
- AYLA Lae Airfield لائه
- AYMD (MAG) فرودگاه مادانگ شهر مادانگ
- AYMH (HGU) فرودگاه ماونت هاگن مونت هاگن
- AYMN (MDU) فرودگاه مندی مندی
- AYMO (MAS) فرودگاه موموت Manus Island
- AYMR (MXH) فرودگاه مورو Moro
- AYMS (MIS) Misima Airport Misima
- AYNZ (LAE) فرودگاه لای نادزاب لائه / Nadzab
- AYPY (POM) فرودگاه بین‌المللی جکسنز پورت مورسبی
- AYRB فرودگاه ربائول (old) (destroyed 1994) رابائول، بریتانیای نو
- AYTA (TIZ) Tari Airport تاری
- AYTB (TBG) Tabubil Airport Tabubil
- AYTK (RAB) فرودگاه ربائول (Tokua Airport) رابائول / Tokua
- AYVN (VAI) فرودگاه وانیمو وانیمو
- AYWD (WBM) فرودگاه واپناماندا Wapenamanda
- AYWK (WWK) فرودگاه ویواک وواک